# Mountstuart Elphinstone Grant Duff
Mountstuart Elphinstone Grant Duff dit M. E. Grant Duff, né le 21 février 1829 à Eden et mort le 12 janvier 1906 à Chelsea, est un homme politique, administrateur et auteur écossais. 

## Biographie
Il est sous-secrétaire d'État pour l'Inde de 1868 à 1874, sous-secrétaire d'État aux Colonies de 1880 à 1881 et le gouverneur de Madras de 1881 à 1886. Il est également président de la Royal Geographical Society.
Il est le fils de l'historien britannique James Grant Duff.